# Confederation Bridge
Confederation Bridge (franska: Pont de la Confédération, "Konfederationsbron") är en bro mellan provinsen Prince Edward Island som är en ö, och fastlandet som tillhör provinsen New Brunswick, båda i östra Kanada. 
Bygget påbörjades den 1 november 1993. Bron är 12,9 km lång, och öppnades för trafik den 31 maj 1997. Den är en vägbro, har ingen järnväg och ingen cykelbana, och är avgiftsbelagd (41,50 CAD för personbilar). Bron är en betongbalkbro, och har 62 pelare. Det längsta spannet är 250 meter långt och har 60 meter segelfri höjd. Kostnaden var 1,3 miljarder CAD. 
Innan bron byggdes gick det bilfärja till Prince Edward Island. Antal turister i provinsen ökade från 740 000 år 1996 till 1 200 000 år 1997. Antal övernattande turister har inte ökat så mycket då många nu gör dagsbesök.

## Bakgrund
Planerna på brobygge började under 1870-talet, då provinsens järnvägssystem utvecklades. Åren 1915–1997 användes färja för att få fordonen över vattnet, innan dess passagerar- och lastfartyg.

### Fotnoter
1. ↑  ”Construction” (på engelska). Confederation Bridge. Arkiverad från originalet den 24 juli 2014. https://web.archive.org/web/20140724075212/http://www.confederationbridge.com/about/confederation-bridge/construction.html. Läst 10 november 2015.
2. ↑  ”Signing Day, October 7, 1993” (på engelska). Confederation Bridge. 19 mars 2018. sid. 2. https://www.confederationbridge.com/media/Media%20Insert%20October%202018.pdf. Läst 18 november 2024.
3. ↑  ”Confederation Bridge” (på engelska). Confederation Bridge. Arkiverad från originalet den 12 november 2015. https://web.archive.org/web/20151112235705/http://www.confederationbridge.com/about/confederation-bridge.html. Läst 10 november 2015.